# Walton Eller
Walton „Glenn“ Eller (* 6. Januar 1982 in Houston) ist ein US-amerikanischer Sportschütze. Sein bisher größter Erfolg ist der Sieg bei den Olympischen Spielen 2008 in Peking im Doppeltrap.

## Karriere
Seit einigen Jahren gehört Walton Eller zu den besten Athleten im Doppeltrap. In dieser Disziplin errang er mehrere Titel und Medaillen. Sein erster großer Erfolg auf internationaler Ebene war der zweite Platz bei der ISSF-Weltmeisterschaft 2002 in Lahti. Ein Jahr später siegte er in Nikosia mit 192 Punkten und wurde damit der dritte amerikanische Doppeltrap-Weltmeister seit der ersten Austragung 1989. Zum ersten Mal nahm Eller im Jahr 2004 an den Olympischen Spielen in Athen teil. Dort konnte er sich aber nicht für das Finale qualifizieren und wurde 17. In den Jahren 2005 und 2007 wurde Walton Eller Weltcup-Sieger, bei der Weltmeisterschaft 2007, erneut in Nikosia, gelang ihm aber erneut nur der 17. Rang. Bei Olympia 2008 startete er zum zweiten Mal im Doppeltrap, diesmal jedoch schaffte er den Finaleinzug und siegte im Sechser-Feld vor dem Italiener Francesco D’Aniello sowie Hu Binyuan aus dem Gastgeberland China. Damit holte er für sein Land die siebte Goldmedaille dieser Spiele.
Zudem ist Eller Specialist bei der United States Army. Er ist Mitglied der Army Marksmanship Unit, stationiert in Fort Benning.